# Talking Rock
Talking Rock is een plaats (town) in de Amerikaanse staat Georgia, en valt bestuurlijk gezien onder Pickens County.

## Demografie
Bij de volkstelling in 2000 werd het aantal inwoners vastgesteld op 49.
In 2006 is het aantal inwoners door het United States Census Bureau geschat op 104, een stijging van 55 (112,2%).

## Geografie
Volgens het United States Census Bureau beslaat de plaats een oppervlakte van
0,5 km², geheel bestaande uit land. Talking Rock ligt op ongeveer 326 m boven zeeniveau.

## Plaatsen in de nabije omgeving
De onderstaande figuur toont nabijgelegen plaatsen in een straal van 24 km rond Talking Rock.